# Австрицизм
Австрици́змы (нем. Austriazismus) — выражения или слова, являющиеся нормой исключительно в австрийском варианте немецкого языка, использующиеся в нём наравне с собственно немецкими словами. Австрицизмы не признаются в Германии и являются нарушением языковых норм, однако с позиций плюрицентрической концепции все австрицизмы признаны словами и выражениями верхненемецкого языка, но вовсе не диалектными. Существует по меньшей мере 7 000 австрицизмов, принятых в отдельных регионах Австрии. Многие из них имеют хождение в соседних районах — в Баварии, Южном Тироле. В 1951 году был выпущен первый словарь австрицизмов — Österreichisches Wörterbuch, — содержавший правила написания слов.
Примеры австрицизмов: hackeln → arbeiten, Krätze (f) → Wundschorf, Kukuruz (m; из славянских языков, также в баварском) → Mais, Baba! → Tschüss, Batterl (n) → Lätzchen, Bandagist → Geschäft für Sanitätswaren, Orthopädietechniker, fesch → attraktiv, Grießkoch (m) → Grießbrei, Wuzler (m) → Tischfußball, zum Fleiß [etwas tun] → mit voller Absicht [etwas tun], urassen → verschwenden, Jänner (m) → Januar, Gitschn (m) → Mädchen, gnädig → часто в значении wichtig.
В 1995 году вступление Австрии в Европейский союз было поставлено в зависимость от ратификации протокола № 10 «Об использовании специфических австрийских выражений немецкого языка в рамках Европейского союза», вошедшего интегральной составной частью в австрийский договор о вступлении в ЕС. Согласно протоколу, 23 австрийских наименования продуктов питания получили равный статус с соответствующими немецкими наименованиями. В этот список продуктов питания, в частности, вошли: картофель, помидоры, цветная капуста, хрен, абрикосы, баклажаны, грибы лисички, сливки, творог, рубленое мясо, ростбиф.